# نياسا بيغ بولتس
نادي نياسا بيج بولتس لكرة القدم، غالبًا ما يُعرَف باسم بيج بولتس، أو ما يمكن ترجمته "الرصاصات الكبيرة"، هو نادي كرة قدم مالاوي مقره مقره بلانتيار تأسس في عام 1967 يلعب حاليا في دوري مالاوي الدرجة الأولى.

## تاريخ النادي
بدأ النادي باسم نياتا بولتس ثم تم تسميته باسم «رصاصات باكيلي» تيمنا باسم الرئيس السابق لمالاوي باكيلي كولوزي، وتمكن من التأهل إلى دور المجموعات من رابطة ابطال افريقيا سنة 2004 وتمكن على فرق عريقة مثل أورلاندو بيراتس، كانت هذه أفضل نتيجة قارية للفريق.

## البطولات

### بطل مالاوي
1986، 1991، 1992، 1999، 2000، 2001، 2002، 2003، 2004، 2005، 2014، 2015، 2018، 2019

### كأس مالاوي
وصل للنهائي: 2008، 2015